# Francisco de Borja Agirretxu Barreiro
Borja Agirretxu (Getxo, 25 d'agost de 1968) és un exfutbolista basc, que ocupava la posició de defensa.

## Trajectòria
Format al planter de l'Athletic Club, a la 86/87 puja al filial, on romandrà quatre anys sent titular. El seu bon paper possibilita el salt al primer equip a la 89/90, en la qual jugarà 19 partits amb l'Athletic a primera divisió.
Després de jugar tan sols quatre partits amb el Reial Valladolid, a l'estiu de 1991 fitxa pel Celta de Vigo. Eixe mateix any els viguesos ascenderien a primera divisió. Agirretxu va ser un dels símbols de la defensa gallega en els sis anys que hi va romandre a Balaídos, si bé només va ser titular indiscutible les dues primeres campanyes, per signar després campanyes més irregulars, al voltant de la vintena de partits a cadascuna.
La temporada 97/98 deixa el Celta i marxa a la SD Compostela. Eixe any només juga 11 partits i els compostelans baixen a Segona. En la categoria d'argent, el basc va disputar 32 partits abans de penjar les botes al final de la temporada 98/99. Sis anys després, va tornar als terrenys de joc a les files del modest Leioa, tot militant dos anys a la divisió d'honor biscaïna.
Agirretxu va saltar a la primera plana el 1997 després de detectar-se-li un presumpte dopatge per nandrolona en un partit contra el Valladolid, i fou sancionat sis mesos.